# Millestbäcktjärnen, Jämtland
Millestbäcktjärnen är en sjö i Åre kommun i Jämtland och ingår i Indalsälvens huvudavrinningsområde. Millestbäcktjärnen ligger i Skäckerfjällen Natura 2000-område.